# Respawn
Le respawn est une expression anglaise utilisée pour désigner, dans les jeux vidéo, la résurrection des personnages,.
Dans certains jeux, le joueur peut être amené à voir mourir son personnage fréquemment, le terme respawn peut être utilisé pour désigner :
- le temps avant respawn (intervalle de temps entre la mort d'un personnage et son retour sur le niveau),
- le ou les lieux de respawn (endroits où réapparaissent les personnages, c'est un lieu stratégique dans certains jeux multijoueur de tir à la première personne car les personnages ressuscités sont souvent démunis d'armes puissantes et sont donc plus facilement tués, de plus, le tueur bénéficie de l'effet de surprise. On parle alors de spawnkilling,
- des éléments composant le gameplay d'un jeu, en précisant par exemple si le respawn est possible dans les niveaux ou s'il faut les recommencer depuis le début.